# Draft NFL 2017
Il Draft NFL 2017 è stata l'82ª edizione delle selezioni dei migliori giocatori provenienti dal college da parte delle franchigie della National Football League. Ha avuto luogo dal 27 al 29 aprile 2017, come annunciato il 1º settembre 2016 dal Commissioner Roger Goodell; quest'ultimo ha contestualmente annunciato che la sede dell'evento è stata spostata dall'Auditorium Theatre di Chicago alla città di Filadelfia, Pennsylvania. È stato il primo Draft della storia a tenersi all'aperto: il palco da cui venivano annunciate le scelte era stato infatti costruito sulla scalinata del Philadelphia Museum of Art, celebre per essere apparsa nel film Rocky e in diversi altri episodi della saga.

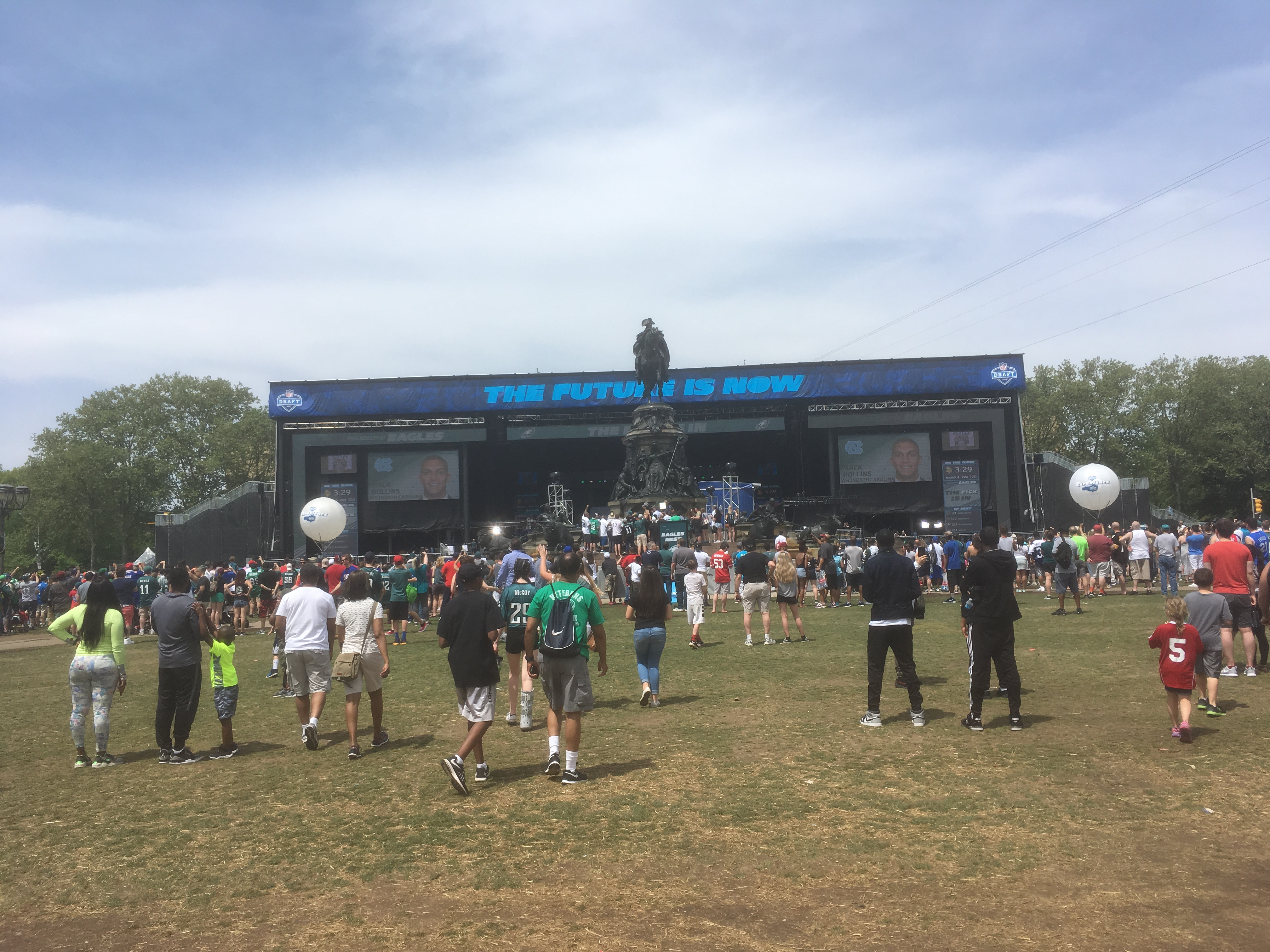
Il palco del Draft NFL 2017 di fronte al Philadelphia Museum of Art

## Scelte

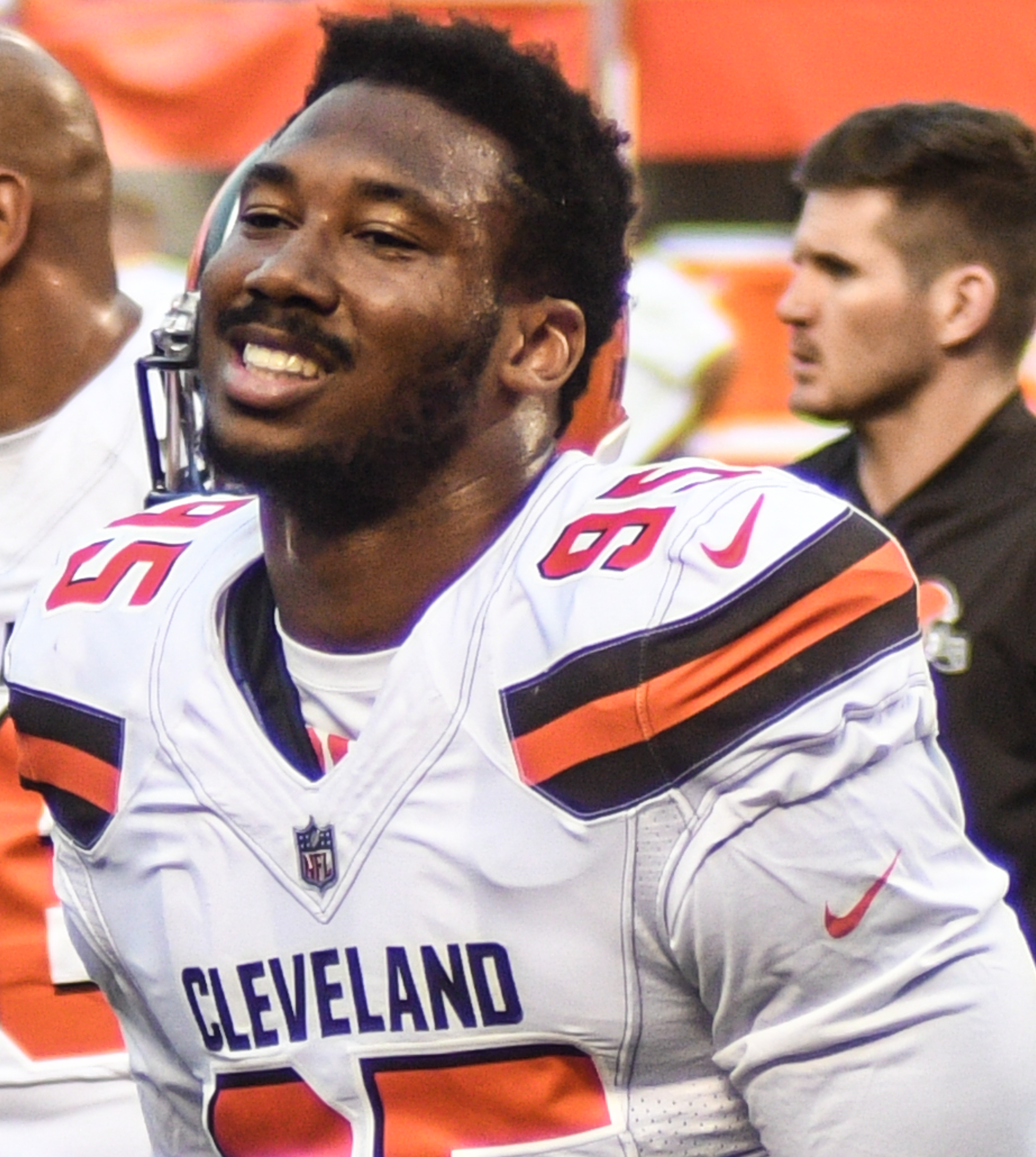
La prima scelta assoluta Myles Garrett

| C  | Centro            |    | CB               | Cornerback |                  | DB | Defensive back    |  | DE | Defensive end |
| DL | Defensive lineman | DT | Defensive tackle | FB         | Fullback         | FS | Free safety       |  |    |               |
| G  | Guardia           | HB | Halfback         | K          | Placekicker      | KR | Kick returner     |  |    |               |
| LB | Linebacker        | LS | Long snapper     | OT         | Offensive tackle | OL | Offensive lineman |  |    |               |
| NT | Nose tackle       | P  | Punter           | PR         | Punt returner    | QB | Quarterback       |  |    |               |
| RB | Running back      | S  | Safety           | SS         | Strong safety    | TB | Tailback          |  |    |               |
| TE | Tight end         | WR | Wide receiver    |            |                  |    |                   |  |    |               |

|  | = Pro Bowler |

|  | Giro | Scelta | Squadra              | Giocatore           | Ruolo | College               | Conference   |
|  | ---- | ------ | -------------------- | ------------------- | ----- | --------------------- | ------------ |
|  | 1    | 1      | Cleveland Browns     | Myles Garrett       | DE    | Texas A&M             | SEC          |
|  | 1    | 2      | Chicago Bears        | Mitchell Trubisky   | QB    | North Carolina        | ACC          |
|  | 1    | 3      | San Francisco 49ers  | Solomon Thomas      | DE    | Stanford              | Pac-12       |
|  | 1    | 4      | Jacksonville Jaguars | Leonard Fournette   | RB    | LSU                   | SEC          |
|  | 1    | 5      | Tennessee Titans     | Corey Davis         | WR    | Western Michigan      | MAC          |
|  | 1    | 6      | New York Jets        | Jamal Adams         | S     | LSU                   | SEC          |
|  | 1    | 7      | Los Angeles Chargers | Mike Williams       | WR    | Clemson               | ACC          |
|  | 1    | 8      | Carolina Panthers    | Christian McCaffrey | RB    | Stanford              | Pac-12       |
|  | 1    | 9      | Cincinnati Bengals   | John Ross           | WR    | Washington            | Pac-12       |
|  | 1    | 10     | Kansas City Chiefs   | Patrick Mahomes     | QB    | Texas Tech            | Big 12       |
|  | 1    | 11     | New Orleans Saints   | Marshon Lattimore   | CB    | Ohio State            | Big Ten      |
|  | 1    | 12     | Houston Texans       | Deshaun Watson      | QB    | Clemson               | ACC          |
|  | 1    | 13     | Arizona Cardinals    | Haason Reddick      | LB    | Temple                | The American |
|  | 1    | 14     | Philadelphia Eagles  | Derek Barnett       | DE    | Tennessee             | SEC          |
|  | 1    | 15     | Indianapolis Colts   | Malik Hooker        | S     | Ohio State            | Big Ten      |
|  | 1    | 16     | Baltimore Ravens     | Marlon Humphrey     | CB    | Alabama               | SEC          |
|  | 1    | 17     | Washington Redskins  | Jonathan Allen      | DE    | Alabama               | SEC          |
|  | 1    | 18     | Tennessee Titans     | Adoree' Jackson     | CB    | USC                   | Pac-12       |
|  | 1    | 19     | Tampa Bay Buccaneers | O.J. Howard         | TE    | Alabama               | SEC          |
|  | 1    | 20     | Denver Broncos       | Garett Bolles       | OT    | Utah                  | Pac-12       |
|  | 1    | 21     | Detroit Lions        | Jarrad Davis        | LB    | Florida               | SEC          |
|  | 1    | 22     | Miami Dolphins       | Charles Harris      | DE    | Missouri              | Big 12       |
|  | 1    | 23     | New York Giants      | Evan Engram         | TE    | Ole Miss              | SEC          |
|  | 1    | 24     | Oakland Raiders      | Gareon Conley       | CB    | Ohio State            | Big Ten      |
|  | 1    | 25     | Cleveland Browns     | Jabrill Peppers     | S     | Michigan              | Big Ten      |
|  | 1    | 26     | Atlanta Falcons      | Takkarist McKinley  | DE    | UCLA                  | Pac-12       |
|  | 1    | 27     | Buffalo Bills        | Tre'Davious White   | CB    | LSU                   | SEC          |
|  | 1    | 28     | Dallas Cowboys       | Taco Charlton       | DE    | Michigan              | Big Ten      |
|  | 1    | 29     | Cleveland Browns     | David Njoku         | TE    | Miami                 | ACC          |
|  | 1    | 30     | Pittsburgh Steelers  | T.J. Watt           | LB    | Wisconsin             | Big Ten      |
|  | 1    | 31     | San Francisco 49ers  | Reuben Foster       | LB    | Alabama               | SEC          |
|  | 1    | 32     | New Orleans Saints   | Ryan Ramczyk        | OT    | Wisconsin             | Big Ten      |
|  | 2    | 33     | Green Bay Packers    | Kevin King          | CB    | Washington            | Pac-12       |
|  | 2    | 34     | Jacksonville Jaguars | Cam Robinson        | OT    | Alabama               | SEC          |
|  | 2    | 35     | Seattle Seahawks     | Malik McDowell      | DT    | Michigan State        | Big Ten      |
|  | 2    | 36     | Arizona Cardinals    | Budda Baker         | S     | Washington            | Pac-12       |
|  | 2    | 37     | Buffalo Bills        | Zay Jones           | WR    | East Carolina         | The American |
|  | 2    | 38     | Los Angeles Chargers | Forrest Lamp        | G     | Western Kentucky      | C-USA        |
|  | 2    | 39     | New York Jets        | Marcus Maye         | S     | Florida               | SEC          |
|  | 2    | 40     | Carolina Panthers    | Curtis Samuel       | WR    | Ohio State            | Big Ten      |
|  | 2    | 41     | Minnesota Vikings    | Dalvin Cook         | RB    | Florida State         | ACC          |
|  | 2    | 42     | New Orleans Saints   | Marcus Williams     | S     | Utah                  | Pac-12       |
|  | 2    | 43     | Philadelphia Eagles  | Sidney Jones        | CB    | Washington            | Pac-12       |
|  | 2    | 44     | Los Angeles Rams     | Gerald Everett      | TE    | South Alabama         | Sun Belt     |
|  | 2    | 45     | Chicago Bears        | Adam Shaheen        | TE    | Ashland               | GLIAC        |
|  | 2    | 46     | Indianapolis Colts   | Quincy Wilson       | CB    | Florida               | SEC          |
|  | 2    | 47     | Baltimore Ravens     | Tyus Bowser         | LB    | Houston               | The American |
|  | 2    | 48     | Cincinnati Bengals   | Joe Mixon           | RB    | Oklahoma              | Big 12       |
|  | 2    | 49     | Washington Redskins  | Ryan Anderson       | OLB   | Alabama               | SEC          |
|  | 2    | 50     | Tampa Bay Buccaneers | Justin Evans        | S     | Texas A&M             | SEC          |
|  | 2    | 51     | Denver Broncos       | DeMarcus Walker     | DE    | Florida State         | ACC          |
|  | 2    | 52     | Cleveland Browns     | DeShone Kizer       | QB    | Notre Dame            | Ind. (FBS)   |
|  | 2    | 53     | Detroit Lions        | Teez Tabor          | CB    | Florida               | SEC          |
|  | 2    | 54     | Miami Dolphins       | Raekwon McMillan    | LB    | Ohio State            | Big Ten      |
|  | 2    | 55     | New York Giants      | Dalvin Tomlinson    | DT    | Alabama               | SEC          |
|  | 2    | 56     | Oakland Raiders      | Obi Melifonwu       | S     | Connecticut           | The American |
|  | 2    | 57     | Houston Texans       | Zach Cunningham     | LB    | Vanderbilt            | SEC          |
|  | 2    | 58     | Seattle Seahawks     | Ethan Pocic         | C     | LSU                   | SEC          |
|  | 2    | 59     | Kansas City Chiefs   | Tanoh Kpassagnon    | DE    | Villanova             | CAA          |
|  | 2    | 60     | Dallas Cowboys       | Chidobe Awuzie      | CB    | Colorado              | Pac-12       |
|  | 2    | 61     | Green Bay Packers    | Josh Jones          | S     | NC State              | ACC          |
|  | 2    | 62     | Pittsburgh Steelers  | JuJu Smith-Schuster | WR    | USC                   | Pac-12       |
|  | 2    | 63     | Buffalo Bills        | Dion Dawkins        | G     | Temple                | The American |
|  | 2    | 64     | Carolina Panthers    | Taylor Moton        | OT    | Western Michigan      | MAC          |
|  | 3    | 65     | Cleveland Browns     | Larry Ogunjobi      | DT    | Charlotte             | C-USA        |
|  | 3    | 66     | San Francisco 49ers  | Ahkello Witherspoon | CB    | Colorado              | Pac-12       |
|  | 3    | 67     | New Orleans Saints   | Alvin Kamara        | RB    | Tennessee             | SEC          |
|  | 3    | 68     | Jacksonville Jaguars | Dawuane Smoot       | DE    | Illinois              | Big Ten      |
|  | 3    | 69     | Los Angeles Rams     | Cooper Kupp         | WR    | Eastern Washington    | Big Sky      |
|  | 3    | 70     | Minnesota Vikings    | Pat Elflein         | OL    | Ohio State            | Big Ten      |
|  | 3    | 71     | Los Angeles Chargers | Dan Feeney          | G     | Indiana               | Big Ten      |
|  | 3    | 72     | Tennessee Titans     | Taywan Taylor       | WR    | Western Kentucky      | C-USA        |
|  | 3    | 73     | Cincinnati Bengals   | Jordan Willis       | DE    | Kansas State          | Big 12       |
|  | 3    | 74     | Baltimore Ravens     | Chris Wormley       | DT    | Michigan              | Big Ten      |
|  | 3    | 75     | Atlanta Falcons      | Duke Riley          | LB    | LSU                   | SEC          |
|  | 3    | 76     | New Orleans Saints   | Alex Anzalone       | LB    | Florida               | SEC          |
|  | 3    | 77     | Carolina Panthers    | Daeshon Hall        | DE    | Texas A&M             | SEC          |
|  | 3    | 78     | Baltimore Ravens     | Tim Williams        | DE    | Alabama               | SEC          |
|  | 3    | 79     | New York Jets        | ArDarius Stewart    | WR    | Alabama               | SEC          |
|  | 3    | 80     | Indianapolis Colts   | Tarell Basham       | DE    | Ohio                  | MAC          |
|  | 3    | 81     | Washington Redskins  | Fabian Moreau       | CB    | UCLA                  | Pac-12       |
|  | 3    | 82     | Denver Broncos       | Carlos Henderson    | WR    | Louisiana Tech        | C-USA        |
|  | 3    | 83     | New England Patriots | Derek Rivers        | DE    | Youngstown State      | MVFC         |
|  | 3    | 84     | Tampa Bay Buccaneers | Chris Godwin        | WR    | Penn State            | Big Ten      |
|  | 3    | 85     | New England Patriots | Antonio Garcia      | OT    | Troy                  | Sun Belt     |
|  | 3    | 86     | Kansas City Chiefs   | Kareem Hunt         | RB    | Toledo                | MAC          |
|  | 3    | 87     | New York Giants      | Davis Webb          | QB    | California            | Pac-12       |
|  | 3    | 88     | Oakland Raiders      | Eddie Vanderdoes    | DT    | UCLA                  | Pac-12       |
|  | 3    | 89     | Houston Texans       | D'Onta Foreman      | RB    | Texas                 | Big 12       |
|  | 3    | 90     | Seattle Seahawks     | Shaquill Griffin    | CB    | UCF                   | The American |
|  | 3    | 91     | Los Angeles Rams     | John Johnson        | S     | Boston College        | ACC          |
|  | 3    | 92     | Dallas Cowboys       | Jourdan Lewis       | CB    | Michigan              | Big Ten      |
|  | 3    | 93     | Green Bay Packers    | Montravius Adams    | DT    | Auburn                | SEC          |
|  | 3    | 94     | Pittsburgh Steelers  | Cameron Sutton      | CB    | Tennessee             | SEC          |
|  | 3    | 95     | Seattle Seahawks     | Delano Hill         | S     | Michigan              | Big Ten      |
|  | 3    | 96     | Detroit Lions        | Kenny Golladay      | WR    | Northern Illinois     | MAC          |
|  | 3    | 97     | Miami Dolphins       | Cordrea Tankersley  | CB    | Clemson               | ACC          |
|  | 3    | 98     | Arizona Cardinals    | Chad Williams       | WR    | Grambling State       | SWAC         |
|  | 3    | 99     | Philadelphia Eagles  | Rasul Douglas       | CB    | West Virginia         | Big 12       |
|  | 3    | 100    | Tennessee Titans     | Jonnu Smith         | TE    | Florida International | C-USA        |
|  | 3    | 101    | Denver Broncos       | Brendan Langley     | CB    | Lamar                 | Southland    |
|  | 3    | 102    | Seattle Seahawks     | Nazair Jones        | DT    | North Carolina        | ACC          |
|  | 3    | 103    | New Orleans Saints   | Trey Hendrickson    | OLB   | Florida Atlantic      | C-USA        |
|  | 3    | 104    | San Francisco 49ers  | C.J. Beathard       | QB    | Iowa                  | Big Ten      |
|  | 3    | 105    | Pittsburgh Steelers  | James Conner        | RB    | Pittsburgh            | ACC          |
|  | 3    | 106    | Seattle Seahawks     | Amara Darboh        | WR    | Michigan              | Big Ten      |
|  | 3    | 107    | Tampa Bay Buccaneers | Kendell Beckwith    | LB    | LSU                   | SEC          |
|  | 4    | 108    | Green Bay Packers    | Vince Biegel        | LB    | Wisconsin             | Big Ten      |
|  | 4    | 109    | Minnesota Vikings    | Jaleel Johnson      | DT    | Iowa                  | Big Ten      |
|  | 4    | 110    | Jacksonville Jaguars | Dede Westbrook      | WR    | Oklahoma              | Big 12       |
|  | 4    | 111    | Seattle Seahawks     | Tedric Thompson     | S     | Colorado              | Pac-12       |
|  | 4    | 112    | Chicago Bears        | Eddie Jackson       | S     | Alabama               | SEC          |
|  | 4    | 113    | Los Angeles Chargers | Rayshawn Jenkins    | S     | Miami (FL)            | ACC          |
|  | 4    | 114    | Washington Redskins  | Samaje Perine       | RB    | Oklahoma              | Big 12       |
|  | 4    | 115    | Arizona Cardinals    | Dorian Johnson      | G     | Pittsburgh            | ACC          |
|  | 4    | 116    | Cincinnati Bengals   | Carl Lawson         | DE    | Auburn                | SEC          |
|  | 4    | 117    | Los Angeles Rams     | Josh Reynolds       | WR    | Texas A&M             | SEC          |
|  | 4    | 118    | Philadelphia Eagles  | Mack Hollins        | WR    | North Carolina        | ACC          |
|  | 4    | 119    | Chicago Bears        | Tarik Cohen         | RB    | North Carolina A&T    | MEAC         |
|  | 4    | 120    | Minnesota Vikings    | Ben Gedeon          | LB    | Michigan              | Big Ten      |
|  | 4    | 121    | San Francisco 49ers  | Joe Williams        | RB    | Utah                  | Pac-12       |
|  | 4    | 122    | Baltimore Ravens     | Nico Siragusa       | G     | San Diego State       | MW           |
|  | 4    | 123    | Washington Redskins  | Montae Nicholson    | S     | Michigan State        | Big Ten      |
|  | 4    | 124    | Detroit Lions        | Jalen Reeves-Maybin | LB    | Tennessee             | SEC          |
|  | 4    | 125    | Los Angeles Rams     | Samson Ebukam       | LB    | Eastern Washington    | Big Sky      |
|  | 4    | 126    | Cleveland Browns     | Howard Wilson       | CB    | Houston               | The American |
|  | 4    | 127    | Detroit Lions        | Michael Roberts     | TE    | Toledo                | MAC          |
|  | 4    | 128    | Cincinnati Bengals   | Josh Malone         | WR    | Tennessee             | SEC          |
|  | 4    | 129    | Oakland Raiders      | David Sharpe        | OT    | Florida               | SEC          |
|  | 4    | 130    | Houston Texans       | Julién Davenport    | OT    | Bucknell              | Patriot      |
|  | 4    | 131    | New England Patriots | Deatrich Wise Jr.   | DE    | Arkansas              | SEC          |
|  | 4    | 132    | Philadelphia Eagles  | Donnel Pumphrey     | RB    | San Diego State       | MW           |
|  | 4    | 133    | Dallas Cowboys       | Ryan Switzer        | WR    | North Carolina        | ACC          |
|  | 4    | 134    | Green Bay Packers    | Jamaal Williams     | RB    | BYU                   | Ind. (FBS)   |
|  | 4    | 135    | Pittsburgh Steelers  | Joshua Dobbs        | QB    | Tennessee             | SEC          |
|  | 4    | 136    | Atlanta Falcons      | Sean Harlow         | C     | Oregon State          | Pac-12       |
|  | 4    | 137    | Indianapolis Colts   | Zach Banner         | G     | USC                   | Pac-12       |
|  | 4    | 138    | Cincinnati Bengals   | Ryan Glasgow        | DT    | Michigan              | Big Ten      |
|  | 4    | 139    | Kansas City Chiefs   | Jehu Chesson        | WR    | Michigan              | Big Ten      |
|  | 4    | 140    | New York Giants      | Wayne Gallman       | RB    | Clemson               | ACC          |
|  | 4    | 141    | New York Jets        | Chad Hansen         | WR    | California            | Pac-12       |
|  | 4    | 142    | Houston Texans       | Carlos Watkins      | DT    | Clemson               | ACC          |
|  | 4    | 143    | Indianapolis Colts   | Marlon Mack         | RB    | South Florida         | The American |
|  | 4    | 144    | Indianapolis Colts   | Grover Stewart      | DT    | Albany State          | SIAC         |
|  | 5    | 145    | Denver Broncos       | Jake Butt           | TE    | Michigan              | Big Ten      |
|  | 5    | 146    | San Francisco 49ers  | George Kittle       | TE    | Iowa                  | Big Ten      |
|  | 5    | 147    | Chicago Bears        | Jordan Morgan       | G     | Kutztown              | PSAC         |
|  | 5    | 148    | Jacksonville Jaguars | Blair Brown         | LB    | Ohio                  | MAC          |
|  | 5    | 149    | Atlanta Falcons      | Damontae Kazee      | CB    | San Diego State       | MW           |
|  | 5    | 150    | New York Jets        | Jordan Leggett      | TE    | Clemson               | ACC          |
|  | 5    | 151    | Los Angeles Chargers | Desmond King        | CB    | Iowa                  | Big Ten      |
|  | 5    | 152    | Carolina Panthers    | Corn Elder          | CB    | Miami (FL)            | ACC          |
|  | 5    | 153    | Cincinnati Bengals   | Jake Elliott        | K     | Memphis               | The American |
|  | 5    | 154    | Washington Redskins  | Jeremy Sprinkle     | TE    | Arkansas              | SEC          |
|  | 5    | 155    | Tennessee Titans     | Jayon Brown         | LB    | UCLA                  | Pac-12       |
|  | 5    | 156    | Atlanta Falcons      | Brian Hill          | RB    | Wyoming               | MW           |
|  | 5    | 157    | Arizona Cardinals    | Will Holden         | OT    | Vanderbilt            | SEC          |
|  | 5    | 158    | Indianapolis Colts   | Nate Hairston       | CB    | Temple                | The American |
|  | 5    | 159    | Baltimore Ravens     | Jermaine Eluemunor  | OT    | Texas A&M             | SEC          |
|  | 5    | 160    | Cleveland Browns     | Roderick Johnson    | OT    | Florida State         | ACC          |
|  | 5    | 161    | Indianapolis Colts   | Anthony Walker Jr.  | LB    | Northwestern          | Big Ten      |
|  | 5    | 162    | Tampa Bay Buccaneers | Jeremy McNichols    | RB    | Boise State           | MW           |
|  | 5    | 163    | Buffalo Bills        | Matt Milano         | LB    | Boston College        | ACC          |
|  | 5    | 164    | Miami Dolphins       | Isaac Asiata        | G     | Utah                  | Pac-12       |
|  | 5    | 165    | Detroit Lions        | Jamal Agnew         | CB    | San Diego             | Pioneer      |
|  | 5    | 166    | Philadelphia Eagles  | Shelton Gibson      | WR    | West Virginia         | Big 12       |
|  | 5    | 167    | New York Giants      | Avery Moss          | DE    | Youngstown State      | MVFC         |
|  | 5    | 168    | Oakland Raiders      | Marquel Lee         | LB    | Wake Forest           | ACC          |
|  | 5    | 169    | Houston Texans       | Treston Decoud      | CB    | Oregon State          | Pac-12       |
|  | 5    | 170    | Minnesota Vikings    | Rodney Adam         | WR    | South Florida         | The American |
|  | 5    | 171    | Buffalo Bills        | Nathan Peterman     | QB    | Pittsburgh            | ACC          |
|  | 5    | 172    | Denver Broncos       | Isaiah McKenzie     | WR    | Georgia               | SEC          |
|  | 5    | 173    | Pittsburgh Steelers  | Brian Allen         | CB    | Utah                  | Pac-12       |
|  | 5    | 174    | Atlanta Falcons      | Eric Saubert        | TE    | Drake                 | Pioneer      |
|  | 5    | 175    | Green Bay Packers    | DeAngelo Yancey     | WR    | Purdue                | Big Ten      |
|  | 5    | 176    | Cincinnati Bengals   | J.J. Dielman        | C     | Utah                  | Pac-12       |
|  | 5    | 177    | San Francisco 49ers  | Trent Taylor        | WR    | Louisiana Tech        | C-USA        |
|  | 5    | 178    | Miami Dolphins       | Davon Godchaux      | DT    | LSU                   | SEC          |
|  | 5    | 179    | Arizona Cardinals    | T.J. Logan          | RB    | North Carolina        | ACC          |
|  | 5    | 180    | Minnesota Vikings    | Danny Isidora       | G     | Miami (FL)            | ACC          |
|  | 5    | 181    | New York Jets        | Dylan Donahue       | DE    | West Georgia          | GSC          |
|  | 5    | 182    | Green Bay Packers    | Aaron Jones         | RB    | UTEP                  | C-USA        |
|  | 5    | 183    | Kansas City Chiefs   | Ukeme Eligwe        | OLB   | Georgia Southern      | Sun Belt     |
|  | 5    | 184    | Philadelphia Eagles  | Nathan Gerry        | S     | Nebraska              | Big Ten      |
|  | 6    | 185    | Cleveland Browns     | Caleb Brantley      | DT    | Florida               | SEC          |
|  | 6    | 186    | Baltimore Ravens     | Chuck Clark         | S     | Virginia Tech         | ACC          |
|  | 6    | 187    | Seattle Seahawks     | Mike Tyson          | S     | Cincinnati            | The American |
|  | 6    | 188    | New York Jets        | Elijah McGuire      | RB    | Louisiana-Lafayette   | Sun Belt     |
|  | 6    | 189    | Los Angeles Rams     | Tanzel Smart        | DT    | Tulane                | The American |
|  | 6    | 190    | Los Angeles Chargers | Sam Tevi            | OT    | Utah                  | Pac-12       |
|  | 6    | 191    | Dallas Cowboys       | Xavier Woods        | S     | Louisiana Tech        | C-USA        |
|  | 6    | 192    | Carolina Panthers    | Alexander Armah     | DE    | West Georgia          | GSC          |
|  | 6    | 193    | Cincinnati Bengals   | Jordan Evans        | ILB   | Oklahoma              | Big 12       |
|  | 6    | 194    | Miami Dolphins       | Vincent Taylor      | DT    | Oklahoma State        | Big 12       |
|  | 6    | 195    | Buffalo Bills        | Tanner Vallejo      | OLB   | Boise State           | MW           |
|  | 6    | 196    | New Orleans Saints   | Al-Quadin Muhammad  | DE    | Miami (FL)            | ACC          |
|  | 6    | 197    | New York Jets        | Jeremy Clark        | CB    | Michigan              | Big Ten      |
|  | 6    | 198    | San Francisco 49ers  | D.J. Jones          | DT    | Ole Miss              | SEC          |
|  | 6    | 199    | Washington Redskins  | Chase Roullier      | C     | Wyoming               | MW           |
|  | 6    | 200    | New York Giants      | Adam Bisnowaty      | OT    | Pittsburgh            | ACC          |
|  | 6    | 201    | Minnesota Vikings    | Bucky Hodges        | TE    | Virginia Tech         | ACC          |
|  | 6    | 202    | San Francisco 49ers  | Pita Taumoepenu     | DE    | Utah                  | Pac-12       |
|  | 6    | 203    | Denver Broncos       | De'Angelo Henderson | RB    | Coastal Carolina      | Ind. (FCS)   |
|  | 6    | 204    | New York Jets        | Derrick Jones       | CB    | Ole Miss              | SEC          |
|  | 6    | 205    | Detroit Lions        | Jeremiah Ledbetter  | DE    | Arkansas              | SEC          |
|  | 6    | 206    | Los Angeles Rams     | Sam Rogers          | FB    | Virginia Tech         | ACC          |
|  | 6    | 207    | Cincinnati Bengals   | Brandon Wilson      | CB    | Houston               | The American |
|  | 6    | 208    | Arizona Cardinals    | Rudy Ford           | S     | Auburn                | SEC          |
|  | 6    | 209    | Washington Redskins  | Robert Davis        | WR    | Georgia State         | Sun Belt     |
|  | 6    | 210    | Seattle Seahawks     | Justin Senior       | OT    | Mississippi State     | SEC          |
|  | 6    | 211    | New England Patriots | Conor McDermott     | OT    | UCLA                  | Pac-12       |
|  | 6    | 212    | Green Bay Packers    | Kofi Amichia        | OT    | South Florida         | The American |
|  | 6    | 213    | Pittsburgh Steelers  | Colin Holba         | LS    | Louisville            | ACC          |
|  | 6    | 214    | Philadelphia Eagles  | Elijah Qualls       | DT    | Washington            | Pac-12       |
|  | 6    | 215    | Detroit Lions        | Brad Kaaya          | QB    | Miami (FL)            | ACC          |
|  | 6    | 216    | Dallas Cowboys       | Marquez White       | CB    | Florida State         | ACC          |
|  | 6    | 217    | Tennessee Titans     | Corey Levin         | G     | Chattanooga           | SoCon        |
|  | 6    | 218    | Kansas City Chiefs   | Leon McQuay III     | S     | USC                   | Pac-12       |
|  | 7    | 219    | Minnesota Vikings    | Stacy Coley         | WR    | Miami (FL)            | ACC          |
|  | 7    | 220    | Minnesota Vikings    | Ifeadi Odenigbo     | DE    | Northwestern          | Big Ten      |
|  | 7    | 221    | Oakland Raiders      | Shalom Luani        | S     | Washington State      | Pac-12       |
|  | 7    | 222    | Jacksonville Jaguars | Jalen Myrick        | CB    | Minnesota             | Big Ten      |
|  | 7    | 223    | Tampa Bay Buccaneers | Stevie Tu'ikolovatu | DT    | USC                   |              |
|  | 7    | 224    | Cleveland Browns     | Zane Gonzalez       | K     | Arizona State         | Pac-12       |
|  | 7    | 225    | Los Angeles Chargers | Isaac Rochell       | DE    | Notre Dame            | Ind. (FBS)   |
|  | 7    | 226    | Seattle Seahawks     | David Moore         | WR    | East Central          | GAC          |
|  | 7    | 227    | Tennessee Titans     | Josh Carraway       | OLB   | TCU                   | Big 12       |
|  | 7    | 228    | Dallas Cowboys       | Joey Ivie           | DT    | Florida               | SEC          |
|  | 7    | 229    | San Francisco 49ers  | Adrian Colbert      | CB    | Miami (FL)            | ACC          |
|  | 7    | 230    | Washington Redskins  | Josh Harvey-Clemons | S     | Louisville            | ACC          |
|  | 7    | 231    | Oakland Raiders      | Jylan Ware          | OT    | Alabama State         | SWAC         |
|  | 7    | 232    | Minnesota Vikings    | Elijah Lee          | OLB   | Kansas State          | Big 12       |
|  | 7    | 233    | Carolina Panthers    | Harrison Butker     | K     | Georgia Tech          | ACC          |
|  | 7    | 234    | Los Angeles Rams     | Ejuan Price         | OLB   | Pittsburgh            | ACC          |
|  | 7    | 235    | Washington Redskins  | Joshua Holsey       | CB    | Auburn                | SEC          |
|  | 7    | 236    | Tennessee Titans     | Brad Seaton         | OT    | Villanova             | CAA          |
|  | 7    | 237    | Miami Dolphins       | Isaiah Ford         | WR    | Virginia Tech         | ACC          |
|  | 7    | 238    | Green Bay Packers    | Devante Mays        | RB    | Utah State            | MW           |
|  | 7    | 239    | Dallas Cowboys       | Noah Brown          | WR    | Ohio State            | Big Ten      |
|  | 7    | 240    | Jacksonville Jaguars | Marquez Williams    | FB    | Miami (FL)            | ACC          |
|  | 7    | 241    | Tennessee Titans     | Khalfani Muhammad   | RB    | California            | Pac-12       |
|  | 7    | 242    | Oakland Raiders      | Elijah Hood         | RB    | North Carolina        | ACC          |
|  | 7    | 243    | Houston Texans       | Kyle Fuller         | C     | Baylor                | Big 12       |
|  | 7    | 244    | Oakland Raiders      | Treyvon Hester      | DT    | Toledo                | MAC          |
|  | 7    | 245    | Minnesota Vikings    | Jack Tocho          | CB    | NC State              | ACC          |
|  | 7    | 246    | Dallas Cowboys       | Jordan Carrell      | DT    | Colorado              | Pac-12       |
|  | 7    | 247    | Green Bay Packers    | Malachi Dupre       | WR    | LSU                   | SEC          |
|  | 7    | 248    | Pittsburgh Steelers  | Keion Adams         | DE    | Western Michigan      | MAC          |
|  | 7    | 249    | Seattle Seahawks     | Chris Carson        | RB    | Oklahoma State        | Big 12       |
|  | 7    | 250    | Detroit Lions        | Pat O'Connor        | DE    | Eastern Michigan      | MAC          |
|  | 7    | 251    | Cincinnati Bengals   | Mason Schreck       | TE    | Buffalo               | MAC          |
|  | 7    | 252    | Denver Broncos       | Matthew Dayes       | RB    | NC State              | ACC          |
|  | 7    | 253    | Denver Broncos       | Chad Kelly          | QB    | Ole Miss              | SEC          |